# Vieng Narumon
Narumon Pholputtha (tiếng Thái Lan: นฤมล พลพุทรา; 11 tháng 1 năm 1992 -), được biết đến với nghệ danh Vieng Narumon (เวียง นฤมล), là một ca sĩ mó lam và Luk thung người Thái Lan. Năm 2017, Amphai Maniwong tham gia vào ngành công nghiệp giải trí và là một ca sĩ thuộc GMM Grammy. Single đầu tay của cô, Ngiw Tong Ton Humhon Phoo Bao Kaw, phát hành vào năm 2021 đã trở thành album đầu tay bán chạy nhất.

## Đầu đời
Tên thật của Vieng là Narumon Pholputtha. Cô sinh ngày 11 tháng 1 năm 1991 tại tỉnh Roi Et. Cô là con gái của ông Suwarnna Pholputtha. Cô tốt nghiệp Trường Trung học Bunditpatanasilpa vào năm 2020.

## Danh sách đĩa nhạc

### Single gốc
| Năm  | Tên                                  | Ghi chú                                  |
| ---- | ------------------------------------ | ---------------------------------------- |
| 2017 | "Huk Bor Dai Tae Luem Ai Bor Long"   | Trong dự án Nong Mai Tai Daw: Project II |
| 2017 | "Nong Tung Jai Huk Ai Tung Jai Thim" | Trong dự án Nong Mai Tai Daw: Project II |
| 2018 | "Won Pu Lam Khong"                   |                                          |
| 2020 | "Wai Ok Hak"                         | [ 5 ]                                    |
| 2020 | "New Year Sia Fan"                   |                                          |
| 2021 | "Ngiw Tong Ton Humhon Phoo Bao Kaw"  |                                          |
| 2021 | "Ka Khon Bor Huk Kan"                |                                          |